# مملوكا (مصطلح)

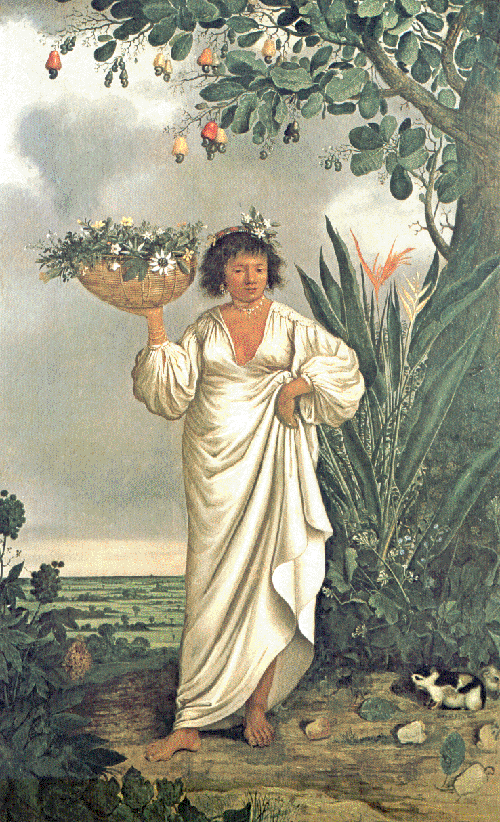
ألبرت إيكهوت : امرأة مملوكا (حوالي 1641-1644).

المملوكة (بالبرتغالية: Mameluco‏) هي كلمة برتغالية تشير إلى الجيل الأول من أوروبيين أمريكيين هنود. ويتوافق مع الكلمة الإسبانية mestizo.
في القرنين السابع عشر والثامن عشر، كان مصطلح مملوكا يُستخدم للإشارة إلى العصابات المنظمة من صيادي العبيد، المعروفين أيضًا باسم بنديرنتس، الذين جابوا الجزء الداخلي من أمريكا الجنوبية من المحيط الأطلسي إلى سفوح جبال الأنديز، ومن باراقواي إلى نهر أورينوكو، غازين مناطق مأهولة بشعب قواراني بحثًا عن العبيد.
ربما أصبحت الكلمة شائعة في البرتغال في العصور الوسطى، مشتقةً من اللغة العربية، "المماليك"، «الرقيق»، التي شير عادةً إلى الجنود والحكام من أصل الرقيق والعبيد، وخاصة في مصر.
ربما أصبحت الكلمة شائعة في البرتغال في العصور الوسطى، مشتقةً من اللغة العربية، "المماليك"، «الرقيق»، التي شير عادةً إلى الجنود والحكام من أصل الرقيق والعبيد، وخاصة في مصر.

## روابط خارجية
- "Mameluco". الموسوعة الكاثوليكية. نيويورك: شركة روبرت أبيلتون. 1913.